# Franciszka Ksawera Cabrini
Franciszka Ksawera Cabrini MSC, wł. Francesca Saverio Cabrini, Matka Cabrini (ur. 15 lipca 1850 w Sant’Angelo Lodigiano we Włoszech, zm. 22 grudnia 1917 w Chicago w USA) – tercjarka franciszkańska, dziewica, zakonnica, pierwsza obywatelka amerykańska kanonizowana przez Kościół katolicki, święta.

## Życiorys
Urodziła się jako  Maria Francesca Cabrini w Lombardii we Włoszech jako trzynaste, najmłodsze dziecko w rodzinie chłopskiej. W dzieciństwie marzyła o tym, by być misjonarką w Chinach. Odebrała wykształcenie pedagogiczne.
W roku 1880 założyła zakon Sióstr Świętego Serca (ang. Missionary Sisters of the Sacred Heart of Jesus, MSC) z założeniem niesienia oświaty wśród dzieci z biednych domów. Już jako przełożona zakonu, w roku 1889 udała się do Stanów Zjednoczonych, gdzie wykazała się odwagą, ogromną cierpliwością i wizjonerstwem w pracy z imigrantami. Mieszkała w Nowym Jorku i Chicago, często podróżując do krajów Ameryki Łacińskiej.
Ona i jej siostry założyły wiele instytucji pomocowych, jak domy dziecka, szkoły i darmowe szpitale dla biednych. Założyła też Szpitale Kolumba (ang. Columbus Hospital) w Nowym Jorku (1892) i w Chicago (1905).
W roku 1909 uzyskała obywatelstwo amerykańskie. Pochowana została na terenie szkoły średniej jej imienia w Nowym Jorku (ang. Mother Cabrini High School).
W procesie kanonizacyjnym ujawniono cztery cudowne uzdrowienia chorych. 
W 1950 roku papież Pius XII ogłosił ją patronką emigrantów.
Jej wspomnienie liturgiczne w Kościele katolickim na świecie obchodzone jest w dzienną pamiątkę śmierci. W USA uroczystości obchodzone są w dzienną pamiątkę kanonizacji (13 listopada).